# Cup Winners' Cup 2010-11 (mænd)
Cup Winners' Cup 2010–11 for mænd var den 18. udgave af Cup Winners' Cup arrangeret af European Handball Federation. Turneringen havde deltagelse af 32 klubber og blev spillet i perioden 19. november 2010 – 15. maj 2011.
Turneringen blev vundet af de forsvarende mestre fra VfL Gummersbach, som i finalen besejrede Tremblay en France med 56-54 over to kampe. Det var tredje sæson i træk, at det tyske hold vandt en Europa Cup-turnering, efter tidligere at have sejret i EHF Cup 2008-09 og Cup Winners' Cup 2009-10, og det var fjerde gang i alt, at VfL Gummersbach vandt Cup Winners' Cup.

## Resultater

### 3. runde
De 32 deltagende hold startede i tredje runde, hvor de spillede om 16 pladser i ottendedelsfinalerne.
| Dato    | Dato    | Hjemmehold i 1. kamp   | Hjemmehold i 2. kamp       | Resultat | Resultat | Resultat |
| 1. kamp | 2. kamp | Hjemmehold i 1. kamp   | Hjemmehold i 2. kamp       | Samlet   | 1. kamp  | 2. kamp  |
| ------- | ------- | ---------------------- | -------------------------- | -------- | -------- | -------- |
| 20.11.  | 27.11.  | AS Albatro             | Moser Medical UHK Krems    | 36–71    | 16-35    | 20-36    |
| 27.11.  | 28.11.  | Frederiksberg IF       | HC Kehra                   | 60–51    | 28-27    | 32-24    |
| 21.11.  | 27.11.  | HK Drott Halmstad      | Pfadi Winterthur           | 54–52    | 28-25    | 26-27    |
| 20.11.  | 28.11.  | RK Zemaitijos Dragunas | Elverum Handball           | 42–53    | 19-26    | 23-27    |
| 27.11.  | 28.11.  | KH Besa Famiglia       | VfL Gummersbach            | 30–87    | 15-46    | 15-41    |
| 26.11.  | 27.11.  | Xico Andebol           | RK Lovchen                 | 60–57    | 34-32    | 26-25    |
| 20.11.  | 27.11.  | GK Budivelnyk          | RK Kaštela Adriachem       | 51–39    | 33-20    | 18-19    |
| 20.11.  | 27.11.  | RK Kolubara            | European University Cyprus | 68–65    | 39-33    | 29-32    |
| 27.11.  | 28.11.  | Balatonfüredi KSE      | RGK Olimpus-85-USEFS       | 55–35    | 27-16    | 28-19    |
| 20.11.  | 28.11.  | RK Maribor Branik      | HCB Baník OKD Karviná      | 61–50    | 28-22    | 33-28    |
| 20.11.  | 27.11.  | RK Vardar Pro          | HC Berchem                 | 71–42    | 42-23    | 29-19    |
| 19.11.  | 21.11.  | ASE Doukas             | Amaya Sport San Antonio    | 42–65    | 22-30    | 20-35    |
| 20.11.  | 27.11.  | UCM Resita             | ORLEN Wisła Płock          | 57–56    | 34-30    | 23-26    |
| 20.11.  | 27.11.  | İzmir BBK SK           | HRK Izviđač                | 51–60    | 28-29    | 23-31    |
| 20.11.  | 27.11.  | Tremblay en France     | HV Fiqas Aalsmeer          | 54–47    | 31-23    | 23-24    |
| 20.11.  | 21.11.  | SGK Kaustik            | HF Kópavogs                | 78–58    | 39-34    | 39-24    |

### Ottendedelsfinaler
Ottendelsfinalerne havde deltagelse af de 16 vinderhold fra 3. runde, som spillede om otte pladser i kvartfinalerne.
| Dato    | Dato    | Hjemmehold i 1. kamp    | Hjemmehold i 2. kamp | Resultat | Resultat | Resultat |
| 1. kamp | 2. kamp | Hjemmehold i 1. kamp    | Hjemmehold i 2. kamp | Samlet   | 1. kamp  | 2. kamp  |
| ------- | ------- | ----------------------- | -------------------- | -------- | -------- | -------- |
| 19.2.   | 26.2.   | CD Xico Andebol         | VfL Gummersbach      | 47–78    | 20-39    | 27-39    |
| 19.2.   | 26.2.   | Amaya Sport San Antonio | HRK Izviđač          | 63–57    | 36-29    | 27-28    |
| 20.2.   | 27.2.   | Tremblay en France      | Balatonfüredi KSE    | 49–47    | 29-27    | 20-20    |
| 19.2.   | 20.2.   | GK Budivelnyk           | UCM Resita           | 47–60    | 16-33    | 31-27    |
| 18.2.   | 20.2.   | Elverum Handball        | SGK Kaustik          | 60–58    | 30-30    | 30-28    |
| 19.2.   | 26.2.   | RK Kolubara             | RK Maribor Branik    | 53–72    | 26-40    | 27-32    |
| 19.2.   | 26.2.   | Moser Medical UHK Krems | HK Drott Halmstad    | 60–64    | 31-29    | 29-35    |
| 19.2.   | 26.2.   | RK Vardar Pro           | Frederiksberg IF     | 60–43    | 33-20    | 27-23    |

### Kvartfinaler
Kvartfinalerne havde deltagelse af de otte vinderhold fra ottendedelsfinalerne, som spillede om fire pladser i semifinalerne.
| Dato    | Dato    | Hjemmehold i 1. kamp | Hjemmehold i 2. kamp    | Resultat | Resultat | Resultat |
| 1. kamp | 2. kamp | Hjemmehold i 1. kamp | Hjemmehold i 2. kamp    | Samlet   | 1. kamp  | 2. kamp  |
| ------- | ------- | -------------------- | ----------------------- | -------- | -------- | -------- |
| 26.3.   | 2.4.    | RK Maribor Branik    | Amaya Sport San Antonio | 55–69    | 28-34    | 27-35    |
| 26.3.   | 3.4.    | VfL Gummersbach      | Elverum Handball        | 81–58    | 44-25    | 37-33    |
| 26.3.   | 2.4.    | RK Vardar Pro        | UCM Resita              | 46–45    | 28-22    | 18-23    |
| 27.3.   | 3.4.    | HK Drott Halmstad    | Tremblay en France      | 51–53    | 26-31    | 25-22    |

### Semifinaler
Semifinalerne havde deltagelse af de fire vinderhold fra kvartfinalerne, som spillede om de to pladser i finalen.
| Dato    | Dato    | Hjemmehold i 1. kamp    | Hjemmehold i 2. kamp | Resultat | Resultat | Resultat |
| 1. kamp | 2. kamp | Hjemmehold i 1. kamp    | Hjemmehold i 2. kamp | Samlet   | 1. kamp  | 2. kamp  |
| ------- | ------- | ----------------------- | -------------------- | -------- | -------- | -------- |
| 23.4.   | 30.4.   | Amaya Sport San Antonio | Tremblay en France   | 48–48    | 27-23    | 21-25    |
| 21.4.   | 30.4.   | VfL Gummersbach         | RK Vardar Pro        | 71–50    | 33-21    | 38-29    |

### Finale
| Dato    | Dato    | Hjemmehold i 1. kamp | Hjemmehold i 2. kamp | Resultat | Resultat | Resultat |
| 1. kamp | 2. kamp | Hjemmehold i 1. kamp | Hjemmehold i 2. kamp | Samlet   | 1. kamp  | 2. kamp  |
| ------- | ------- | -------------------- | -------------------- | -------- | -------- | -------- |
| 15.5.   | 20.5.   | Tremblay en France   | VfL Gummersbach      | 54–56    | 28-30    | 26-26    |